# Geranomyia caloptera
Geranomyia caloptera là một loài ruồi trong họ Limoniidae. Chúng phân bố ở miền Cổ bắc.